# Pascal Coste
Pascal Coste (29. studenog 1787. – 7. veljače 1879.) bio je francuski inženjer i arhitekt, no najpoznatiji je po svojim slikama. Rođen je u Marseilleu gdje je i studirao, no kasnije odlazi u Pariz gdje završava studij. Početkom 19. stoljeća putovao je Egiptom gdje je za Muhameda Alija Pašu isprojektirao nekoliko industrijskih objekata. U Egiptu je napisao djelo „Arapska arhitektura u Kairu“ koje je postalo detaljna dokumentacija o islamskoj umjetnosti u Kairu. Zajedno s Jules Laurens, objavio je i rad "Description de l'Egypte". Godine 1829. zaposlio se na fakultetu arhitekture u Marseilleu gdje je radio kao profesor. Njegovo poznavanje arapskog jezika i drevne arhitekture privuklo je interes Nacionalnog instututa i Ministarstva vanjskih poslova, koji ga zajedno s Eugene Flandinom šalju na ekspediciju u Iran. Nakon povratka s puta objavio je dva putopisa "Voyage en Perse" (1843.) i "La Perse ancienne" (1848.) i mnogo crteža na tematiku perzijske kulture. Od 1852. radio je kao arhitekt na izgradnji gospodarskih komora i industrijskih postrojenja u Marseilleu koje je dao izgraditi Napoleon III.

## Poveznice
- Eugene Flandin
- Perzepolis
- Marseille

## Vanjske poveznice
- Pascal Coste i Eugene Flandin, Iranica enciklopedija  Arhivirana inačica izvorne stranice od 27. svibnja 2008. (Wayback Machine)
- Radovi Pascala Coste
- Pascal Coste, ArtNet.com